# Trichocossus albiguttata
Trichocossus albiguttata är en fjärilsart som beskrevs av George Francis Hampson 1910. Trichocossus albiguttata ingår i släktet Trichocossus och familjen säckspinnare. Inga underarter finns listade i Catalogue of Life.